# Juan Carlos Aranda
Juan Carlos Aranda Crespo (La Paz, 12 de julio de 1963 - ídem, 3 de agosto del 2015) fue un cantante, músico y político boliviano que se desempeñó por 35 años en el mundo artístico, era considerado el poseedor de una de las más destacadas voces en su país.

## Biografía
Aranda fue el mayor de cuatro hermanos. Inició su vida artística en la banda Swingbaly en la década de 1980.

## Carrera musical
Formó parte de un grupo musical de género tropical llamado Irreversible, que gracias a la potencia de su voz se hizo famoso en Bolivia. Con una amplia trayectoria, antes de incursionar en el género tropical como la cumbia, formó parte del grupo folclórico llamado Aymara. Fue  reconocido como uno de los mejores intérpretes masculinos, tras formar parte de otros grupos musicales como Los Puntos, Los Bucaneros, Opus 4-40 e Irreversible.

## Carrera política
En su carrera política, en el 2006 Juan Carlos Aranda fue elegido como miembro de la Asamblea Constituyente por la Circunscripción 11 de la ciudad de La Paz, junto al partido opositor a Evo Morales, "Poder Democrático Social" Podemos, liderado por Jorge Quiroga.
El 3 de agosto del 2015, después de una complicación en una cirugía estética falleció a causa de una trombosis que desencadenó un paro cardíaco